# Acinophora
Acinophora is een geslacht van schimmels. Het geslacht is nog niet met zekerheid in een familie ingedeeld (Incertae sedis). Het heeft slechts een soort: Acinophora aurantiaca.